# Myrmica koreana
Myrmica koreana (лат.) — вид мелких муравьёв рода Myrmica из подсемейства мирмицины).

## Распространение
Евразия: Сибирь, Дальний Восток, Казахстан (северо-восток), Монголия, Китай (северо-восток), Корейский полуостров. Все ранние упоминания Myrmica schencki с Дальнего Востока и Восточной Сибири относятся к Myrmica koreana. Обитают в открытых степных и лесостепных биотопах.

## Описание
Мелкие желтовато-коричневые муравьи длиной около 5 мм (самцы буровато-чёрные). От близких видов отличаются пропорциями лба рабочих и формой скапуса самцов. Усики самок и рабочих 12-члениковые (у самцов 13-члениковые). Голова субовальная, клипеус спереди округлый, ровный; лобные валики сильно изогнуты и приподняты над узким лбом. Нижнечелюстные щупики 6-члениковые, нижнегубные щупики состоят из 4 сегментов. Скапус усика резко изогнут у основания и несёт небольшую вертикальную лопасть у изгиба. Мандибулы на жевательном крае с 4—6 зубцами. Заднегрудь с длинными проподеальными шипиками. Петиоль с округлённой верхней частью узелка. Вершины голеней средних и задних ног с одной крупной гребенчатой шпорой. Скапус самцов сравнительно короткий. Стебелёк между грудкой и брюшком у всех каст состоит из двух члеников: петиолюса и постпетиолюса (последний чётко отделён от брюшка). Голова и грудь с грубой морщинистой скульптурой. Брюшко гладкое и блестящее. Тело покрыто многочисленными отстоящими волосками. Жало развито, куколки голые (без кокона). Муравейники располагаются в почве. Брачный лёт с августа по сентябрь.

## Систематика и этимология
Близок к Myrmica caucasicola, M. schencki, M. obscura и другим видам группы Myrmica schencki (M. deplanata, M. inucta, M. obscura, M. onoyamai, M. pelops, M. ravasinii, M. siciliana, M. sinoschencki), отличаясь более широким лбом; у самцов более короткий скапус, самки в целом мельче самок других видов. Вид был впервые описан в 2001 году английским, украинским и корейским мирмекологами, когда его нашли в Корее и первоначально считали эндемиком. Отсюда и видовое название по первому месту обнаружения.